# 兒玉次郎彦
兒玉 次郎彦（こだま じろうひこ、旧字体：兒玉 次󠄁郞彥）は、幕末の徳山藩士。徳山七士の一人。諱は忠炳、号は青山、品山。徳山藩士・浅見栄三郎（正欽）の次男で、児玉半九郎の養子となる。兄は同じく徳山七士である浅見安之丞。妻は明治時代の軍人・児玉源太郎の姉である兒玉久子。家格は馬廻、禄高は100石。

## 生涯
天保13年（1842年）6月14日に徳山藩士・浅見栄三郎の次男として生まれ、弘化2年（1845年）に徳山藩士・児玉半九郎の養子となった。身の丈6尺と体躯強大で、剣技・銃術に秀で、和漢の歴史に通じたという。また、水戸学に深く傾倒し、長州藩の久坂玄瑞、入江九一、寺島忠三郎、前原一誠らと親交があった。
安政3年（1856年）10月19日、養父の半九郎が死去。半九郎の嫡男の源太郎はまだ5歳と幼く、半九郎の喪が明けた後に次郎彦が半九郎の長女・久子と婚姻して、その家督を継いだ。
万延元年（1860年）同じく徳山藩出身の飯田忠彦が幕府に罪を問われて、江戸に憂囚され、その著作である『大日本野史』及び『諸家系譜』などを伏見奉行・林忠交に取り上げられた時に、有栖川宮熾仁親王の命を奉じ、林邸に往来し、弁論数回にしてこれを取り返した。
文久2年（1862年）、河田佳蔵らと同じく京都に入って周旋方となり、翌文久3年（1863年）帰国して目付役に任じられ、京都留守居役を兼ねた。同年6月に姉小路公知が暗殺され（朔平門外の変）、京都が騒然となると藩主の命で直ちに上京したが、8月に帰藩し、12月に藩校鳴鳳館の助訓役兼寮長となり、尊攘の大義を説いて後進の子弟を教育した。
元治元年（1864年）7月14日、大坂で禁門の変の報を聞いて切歯して帰国し、同年8月9日に河田佳蔵らと共に保守派の富山源次郎の暗殺を謀った。河田佳蔵が富山源次郎と談判をしている間に次郎彦が富山邸の庭に潜り込んで斬り込みの機会を窺ったが、用人に発見されて暗殺は失敗。
8月11日に本城清、江村彦之進、次郎彦の実兄・浅見安之丞が藩吏に捕らえられ、同日の晩に次郎彦は実家の浅見家で実父・浅見栄三郎と善後策を協議した。そこへ義弟の源太郎が訪れ、藩庁からの達しによって次郎彦に自宅謹慎が命じられたことを伝えた。そのため次郎彦は自宅へ戻ったが、翌8月12日の早朝、自宅を訪ねてきた親類の塩川某に玄関先で背後から斬られた上、数人の刺客によって一斉に斬りつけられた。次郎彦は塩川某へ一太刀返したが、そのまま玄関先で絶命。享年23。当時、自宅には養母の元子、妻の久子、義妹の信子、生まれたばかりの長男・文太郎がおり、義弟の源太郎は親類の遠藤家へ助力を求めに行っている最中の出来事であった。ほどなくして保守派による児玉家への処分が下って、児玉家は一人半扶持に格下げされる。更に同年12月には横本町の邸宅も没収され、家名断絶となった。
その後、長州藩において高杉晋作らによって保守派が失脚すると、徳山藩主・毛利元蕃は徳山七士の家を復興してその遺族を厚遇した。慶応元年（1865年）6月29日には藩主・毛利元蕃から次郎彦に対する赦免状が交付された。これに対し、児玉家の親類一同は7月3日に源太郎の家督相続を願い出て許可され、源太郎は中小姓に取り立てられて25石の禄を与えられた。これにより児玉家の家名は再興された。また、さらにその3ヶ月後には元々の馬廻り役に任じられ、禄も100石へ戻されている。
明治31年（1898年）には徳山七士の7名全員に従四位が贈られ、徳山毛利家当主・毛利元功のたっての願いで徳山七士全員は明治天皇の命によって例外的に靖国神社に合祀された。周南市の児玉神社には七士の顕彰碑（初めは遠石地区に建てられた）と贈従四位の碑が建っている。また、墓所は山口県周南市の興元寺の墓地である通称・隠居山墓地の一角の児玉家墓所にある。戒名は「一休院義岳了忠居士」。